# Niphonini
Tribu
Les Niphonini sont une tribu de poissons téléostéens (Teleostei).

## Liste des genres
- Niphon Cuvier, 1828